# Bobigny – Pablo Picasso (stanice metra v Paříži)
Bobigny – Pablo Picasso je konečná stanice pařížského metra severní části linky 5. Nachází se za hranicí Paříže na předměstí Bobigny na křižovatce Rue Pablo Picasso, Boulevard Maurice Thorez a Rue Carnot.

## Historie
Stanice byla otevřena 25. dubna 1985, když byla linka naposledy rozšířená od Église de Pantin. 21. prosince 1992 je ze stanice umožněn přestup na tramvajovou linku T1.
Na roky 2014–2020 je plánováno rozšíření této větve. Linka by měla být prodloužena do stanice Mairie de Drancy a dále se předpokládá vybudování nové stanice Bobigny – la Folie mezi současnými stanicemi Bobigny – Pablo Picasso a Bobigny – Pantin – Raymond Queneau, kde by byl umožněn přestup na železnici.

## Název
Jméno stanice se skládá ze dvou částí. Bobigny podle města, ve které se stanice nachází a Pablo Picasso podle ulice pojmenované po slavném malíři.